# Saier Gruppe
Die Saier Gruppe vereinigt unter dem Dach der Saier Holding GmbH die Firmen Saier Verpackungstechnik GmbH & Co. KG, GFV Verschlusstechnik GmbH & Co. KG, E+E Verpackungstechnik GmbH & Co. KG und Saier Management GmbH. Das seit 1953 bestehende und in dritter Generation inhabergeführte Familienunternehmen zählt zu den führenden Herstellern von formstabilen Kunststoffpackmitteln in Deutschland und Europa und beschäftigt in Baden-Württemberg an den beiden Produktionsstandorten Alpirsbach und Jettingen über 400 Mitarbeiter. Im Jahr 2019 verbuchte die Unternehmensgruppe einen konsolidierten Umsatz von ca. 120 Mio. €.

## Unternehmensgeschichte
Die Saier Gruppe wurde im Jahr 1953 unter dem Namen „Emaillierwerk Peterzell Büchner & Saier OHG“ gegründet. Bereits 1956 begann das Unternehmen mit der Kunststoffverarbeitung unter der Firmierung „Kunststoffwerk Eugen Saier“, das heute als „Saier Verpackungstechnik“ bekannt ist und seinen Sitz in Alpirsbach-Peterzell hat. Im Jahr 1962 wurde die heutige „E+E Verpackungstechnik“ gegründet, die sich auf die Herstellung von Hohlkörpern im Extrusionsblasverfahren in Jettingen spezialisierte.
1972 trat die zweite Unternehmergeneration in das Unternehmen ein, was zu einer tiefgreifenden Umstrukturierung der Produktion führte – von traditionellen Werkstattfertigungen hin zu modernen, automatisierten Industriefertigungen. 1981 wurde die GFV Verschlusstechnik gegründet, die sich auf die Herstellung von kleinteiligen, spritzgegossenen Kunststoffpackmitteln konzentrierte.
2007 trat die dritte Unternehmergeneration in das Unternehmen ein, und seitdem wurde der Ausbau sowie die Weiterentwicklung der Produktionsstandorte kontinuierlich vorangetrieben. Heute erstrecken sich die Produktionsflächen der Saier Gruppe auf etwa 60.000 m² Nutzfläche.

## Tochterunternehmen
- Saier Management GmbH, Alpirsbach-Peterzell
- Saier Verpackungstechnik GmbH & Co. KG, Alpirsbach-Peterzell
- E + E Verpackungstechnik GmbH & Co. KG, Jettingen
- GfV Verschlusstechnik GmbH & Co. KG, Alpirsbach-Peterzell
- Protech Produkt- & Prozesstechnologie GmbH & Co. KG, Alpirsbach-Peterzell

## Auszeichnungen
- Deutscher Nachhaltigkeitspreis 2023 in der Kategorie Verpackung für das Produkt „S-Liner Peel“ von der Saier Verpackungstechnik[3]